# Ferraria crispa
Ferraria crispa là một loài thực vật có hoa trong họ Diên vĩ. Loài này được Burm. miêu tả khoa học đầu tiên năm 1761.